# Rosa von Praunheim
Rosa von Praunheim, pseudonimo di Holger Mischwitzky (Riga, 25 novembre 1942), è un regista tedesco, tra gli esponenti più significativi della cultura gay tedesca e tra i fondatori del movimento politico gay nella Repubblica Federale Tedesca. È considerato a livello internazionale come uno dei più importanti cineasti e attivisti LGBTQ.

## Biografia
Il suo nome d'arte allude all'omonimo quartiere di Francoforte, nonché al triangolo rosa che i prigionieri omosessuali erano costretti a portare nei campi di concentramento. 
Particolarmente noto è il suo film Non è l'omosessuale ad essere perverso, ma la situazione in cui vive (Nicht der Homosexuelle ist pervers, sondern die Situation, in der er lebt, 1970. Le rappresentazioni di questa pellicola portarono alla fondazione di numerose iniziative omosessuali all'inizio degli anni Settanta. 
Ha diretto poi film come: Die Bettwurst (1970); Affengeil (1990), con Lotti Huber; Ich bin meine eigene Frau (1992), biografia di Charlotte von Mahlsdorf, e altri.
Rosa von Praunheim ha suscitato notevole scalpore in Germania il 10 dicembre 1991 col dibattito da lui scatenato sull'outing, quando additò pubblicamente come omosessuali, tra gli altri: il conduttore Alfred Biolek, l'attore Götz George, il comico tedesco Hape Kerkeling, i politici della SPD Helmut Schmidt e Johannes Rau e pure il politico della CSU Peter Gauweiler, nel corso della trasmissione Explosiv - Der heiße Stuhl, trasmessa sul canale televisivo RTL plus.
Von Praunheim è stato amico di Tom Tykwer e lo ha stimolato a girare film tratti dalle proprie esperienze personali, dandogli così la spinta verso la sua attuale carriera.
Nel 1999 ha girato il documentario Wunderbares Wrodow, un affresco di storia preunitaria tedesca in un piccolo paese del Meclemburgo.
Rosa von Praunheim insegna regia presso la Scuola Superiore per Film e Televisione a Potsdam-Babelsberg. 

### Vita privata
Il suo compagno di vita è Oliver Sechting.

## Libri
- (DE) 50 Jahre pervers. Die sentimentalen Memoiren des Rosa von Praunheim, Colonia, Kiepenheuer & Witsch, 1993, ISBN 3-462-02476-0.

## Filmografia parziale
- Schwestern der Revolution (1969)
- Die Bettwurst (1970)
- Non è l'omosessuale ad essere perverso, ma la situazione in cui vive (Nicht der Homosexuelle ist pervers, sondern die Situation, in der er lebt, 1970)
- Homosexuelle in New York (1971)
- Berliner Bettwurst (1973)
- Axel von Auersperg (1973)
- Armee der Liebenden oder Aufstand der Perversen (1976)
- Rote Liebe (1980)
- Unsere Leichen leben noch (1981)
- Stadt der verlorenen Seelen (1983)
- Horror vacui (1984)
- Ein Virus kennt keine Moral (1985)
- Anita - Tänze des Lasters (1987)
- Überleben in New York (1989)
- Silence = Death (1990)
- Ich bin meine eigene Frau (1992)
- Neurosia - 50 Jahre pervers (1995)
- Magnus Hirschfeld - Einstein des Sex (1999)
- Can I Be Your Bratwurst, Please? (1999)
- Wunderbares Wrodow (1999), documentario.
- Tunten lügen nicht (2001), documentario
- Kühe vom Nebel geschwängert (2002)
- Pfui Rosa! (2002)
- Männer, Helden, schwule Nazis (2005), documentario